# Bytecode Java

Le bytecode Java est un bytecode destiné à regrouper des instructions exécutables par une  machine virtuelle Java. Par extension, il désigne un flux d'octets binaire au format d'une classe Java. Ce flux est habituellement le résultat de la compilation d'un code source, ce code source n'étant pas obligatoirement écrit en langage Java. Ce bytecode peut être exécuté sous de nombreux systèmes d'exploitation par une machine virtuelle Java.
Le bytecode est un code binaire, ce qui permet un traitement plus rapide que le code source Java, et qui rassemble (compile) tous les codes dispersés dans différents fichiers lors de l'écriture du programme.

## Dubytecodesans Java
La machine virtuelle Java fonctionne à l'identique sur plusieurs architectures physiques d'ordinateur. Elle n'est pas spécifique au langage Java et de nombreux développeurs l'utilisent pour faire tourner des programmes écrits dans bien d'autres langages que Java (Scala, Groovy, Jython, JRuby, Kotlin, Clojure…). Dans ce cas, un compilateur spécifique traduit les fichiers sources rédigés dans un de ces langages et produit un fichier .class, lequel pourra être exécuté dans une machine virtuelle Java (JVM). Il est possible de créer une application dont des morceaux sont écrits dans plusieurs de ces langages. On peut ainsi créer une classe Python qui hérite d'une classe Java, et inversement.

## Assembleurs debytecode
Les fichiers binaires de classes Java (les .class) peuvent aussi être générés au moyen d'assembleurs de bytecode, qui permettent de contourner certains aspects du langage Java. Par exemple, alors que les appels de méthode sont résolus dynamiquement par le compilateur (à certaines exceptions près, comme les méthodes privées), il est possible, à l'aide d'un assembleur de bytecode, de lier statiquement les appels de fonctions, comme à l'aide des opérateurs de qualification de Simula (Qua) ou du C++ (::<nom de classe>).
- Jasmin
- Oolong